# 18 км (зупинний пункт, Донецька залізниця, Донецька область)
18 км — пасажирський залізничний зупинний пункт Лиманської дирекції Донецької залізниці на лінії Ступки — Краматорськ між станціями Краматорськ (18 км) та Часів Яр (12 км). Розташований поблизу села Клинове Краматорського району Донецької області.
Пасажирське сполучення не здійснюється понад 10 років.